# Гешер
Гешер (нім. Gescher) — громада в Німеччині, знаходиться в землі Північний Рейн-Вестфалія. Підпорядковується адміністративному округу Мюнстер. Входить до складу району Боркен.
Площа — 80,78 км2. Населення становить 17 246 ос. (станом на 31 грудня 2020).